# Nierstein
Nierstein är en stad i Landkreis Mainz-Bingen i förbundslandet Rheinland-Pfalz i Tyskland.
Staden ingår i kommunalförbundet Verbandsgemeinde Rhein-Selz tillsammans med ytterligare 19 kommuner.